# 东垣古城遗址
东垣古城遗址位于中国河北省石家庄市长安区，范围内现为东古城村和西古城村。战国后期，赵国被秦所灭后，曾在此设恒山郡，此处成为该地区的行政中心。前204年，汉高祖将恒山郡的权力中心移至元氏，管辖18个县。汉文帝时封刘平为真定国国王，东垣成为政治中心，真定国后来改为隶属常山郡。北魏后将常山郡郡治迁至安乐垒（今正定县），东垣逐渐衰落。
东垣城的城墙、夯土层都已遭到严重破坏。遗址出土了汉文帝时的钱范、泥碗、陶马和燕赵刀币。周围曾发现战国货币窖藏、汉代五铢钱范及铸币作坊遗址。另有板瓦、陶盆、陶罐、砖块、筒瓦等遗存出土。1980年代国家组织了对遗址的调查，2004年进行了首次考古钻探。2013年被公布为第七批全国重点文物保护单位。